# Ecuațiile Kirchhoff
În mecanica fluidelor ecuațiile Kirchhoff, numite astfel după Gustav Kirchhoff, descriu mișcarea unui corp rigid într-un fluid ideal.
{\displaystyle {\begin{aligned}{d \over {dt}}{{\partial T} \over {\partial {\vec {\omega }}}}&={{\partial T} \over {\partial {\vec {\omega }}}}\times {\vec {\omega }}+{{\partial T} \over {\partial {\vec {v}}}}\times {\vec {v}}+{\vec {Q}}_{h}+{\vec {Q}},\\[10pt]{d \over {dt}}{{\partial T} \over {\partial {\vec {v}}}}&={{\partial T} \over {\partial {\vec {v}}}}\times {\vec {\omega }}+{\vec {F}}_{h}+{\vec {F}},\\[10pt]T&={1 \over 2}\left({\vec {\omega }}^{T}{\tilde {I}}{\vec {\omega }}+mv^{2}\right)\\[10pt]{\vec {Q}}_{h}&=-\int p{\vec {x}}\times {\hat {n}}\,d\sigma ,\\[10pt]{\vec {F}}_{h}&=-\int p{\hat {n}}\,d\sigma \end{aligned}}}
unde {\displaystyle {\vec {\omega }}} și {\displaystyle {\vec {v}}} sunt vectorii viteză unghiulară și liniară în punctul {\displaystyle {\vec {x}}};
{\displaystyle {\tilde {I}}} este tensorul momentului de inerție;
{\displaystyle m} este masa corpului;
{\displaystyle {\hat {n}}} este o unitate normală la suprafața corpului în punctul {\displaystyle {\vec {x}}};
{\displaystyle p} este o presiune în acest moment;
{\displaystyle {\vec {Q}}_{h}} și {\displaystyle {\vec {F}}_{h}} sunt momentul și respectiv forța hidrodinamică care acționează asupra corpului;
{\displaystyle {\vec {Q}}} și {\displaystyle {\vec {F}}} sunt toate celelalte momente, respectiv forțe care acționează asupra corpului.
Integrarea se realizează peste porțiunea suprafeței corpului expusă fluidului.
Dacă corpul este complet scufundat într-un volum infinit de mare de fluid irotațional, incompresibil, inviscid, care la infinit este în repaus, atunci vectorii {\displaystyle {\vec {Q}}_{h}} și {\displaystyle {\vec {F}}_{h}} pot fi obținuți prin integrare explicită, iar dinamica corpului este descrisă de ecuațiile Kirchhoff–Clebsch:
{\displaystyle {d \over {dt}}{{\partial L} \over {\partial {\vec {\omega }}}}={{\partial L} \over {\partial {\vec {\omega }}}}\times {\vec {\omega }}+{{\partial L} \over {\partial {\vec {v}}}}\times {\vec {v}},\quad {d \over {dt}}{{\partial L} \over {\partial {\vec {v}}}}={{\partial L} \over {\partial {\vec {v}}}}\times {\vec {\omega }},}
{\displaystyle L({\vec {\omega }},{\vec {v}})={1 \over 2}(A{\vec {\omega }},{\vec {\omega }})+(B{\vec {\omega }},{\vec {v}})+{1 \over 2}(C{\vec {v}},{\vec {v}})+({\vec {k}},{\vec {\omega }})+({\vec {l}},{\vec {v}}).}
Prin integrare se obține:
{\displaystyle J_{0}=\left({{\partial L} \over {\partial {\vec {\omega }}}},{\vec {\omega }}\right)+\left({{\partial L} \over {\partial {\vec {v}}}},{\vec {v}}\right)-L,\quad J_{1}=\left({{\partial L} \over {\partial {\vec {\omega }}}},{{\partial L} \over {\partial {\vec {v}}}}\right),\quad J_{2}=\left({{\partial L} \over {\partial {\vec {v}}}},{{\partial L} \over {\partial {\vec {v}}}}\right).}
Prin integrare ulterioară se obțin expresii explicite pentru poziție și viteze.